# 布拉尼斯拉夫·波克拉亚茨
布拉尼斯拉夫·波克拉亚茨（羅馬化：Branislav Pokrajac，1947年1月27日—2018年4月5日），塞尔维亚男子手球运动员。他曾代表南斯拉夫国家队参加1972年和1976年夏季奥林匹克运动会手球比赛，获得二枚金牌。